# Red Bull Salzburg
FC Red Bull Salzburg je avstrijski nogometni klub iz Wals-Siezenheima. Njihov stadion se imenuje Wals Siezenheim Stadium.

## Zgodovina
Klub FC Red Bull Salzburg je bil ustanovljen  13. septembra 1933 kot SV Austria Salzburg. Leta 1950 je bil klub razpuščen in še istega leta ponovno ustanovljen. Leta 1978 so uradno ime spremenili v SV Casino Salzburg. Leta 1997 pa so ga ponovno preimenovali, tokrat v SV Wüstenrot Salzburg, medtem ko so ga neuradno še vedno imenovali SV Austria Salzburg. Podjetje Red Bull je kupilo klub 6. aprila 2005 in ga tudi preimenovalo.

## Znani bivši igralci
| - Martin Amerhauser - Peter Artner - Wolfgang Feiersinger - Andreas Heraf - Martin Hiden - Andreas Ibertsberger - Andreas Ivanschitz - Roland Kirchler - Richard Kitzbichler - Walter Kogler - Otto Konrad - Hans Krankl - Alex Manninger - Heimo Pfeifenberger - Markus Schopp |  | - Toni Polster - Hannes Reinmayr - Andreas Reisinger - Paul Scharner - Heribert Weber - Nikola Jurčević - Mladen Mladenović - Oliver Bierhoff - Thomas Häßler - Szabolcs Sáfár - Seo Jung-Won - Roberto Brown - Aleksander Knavs - Zoran Pavlovič - Kevin Kampl |

## Lovorike
Bivši SV Austria Salzburg je bil trikrat avstrijski prvak v nogometu: 1994., 1995. in 1997.. Nekajkrat so nastopili tudi v Ligi prvakov in Pokalu UEFA. Leta 1994 je klub prišel do finala pokala UEFA in se tam soočili Internazionale in izgubili z 2-0. Red Bull Salzburg je bil državni prvak leta  2007.

### Austria Salzburg
- Avstrijski prvaki v nogometu: 1993-94, 1994-95, 1996-97, 2006-07, 2008-09, 2009-10, 2011-12, 2013-14, 2014-15, 2015-16, 2016-17, 2017-18, 2018-19.
- Avstrijski pokal drugi: 1974, 1980, 1981, 2002

### Red Bull Salzburg
- Avstrijski prvaki v nogometu: 2007, 2009, 2010